# Несс (мифология)

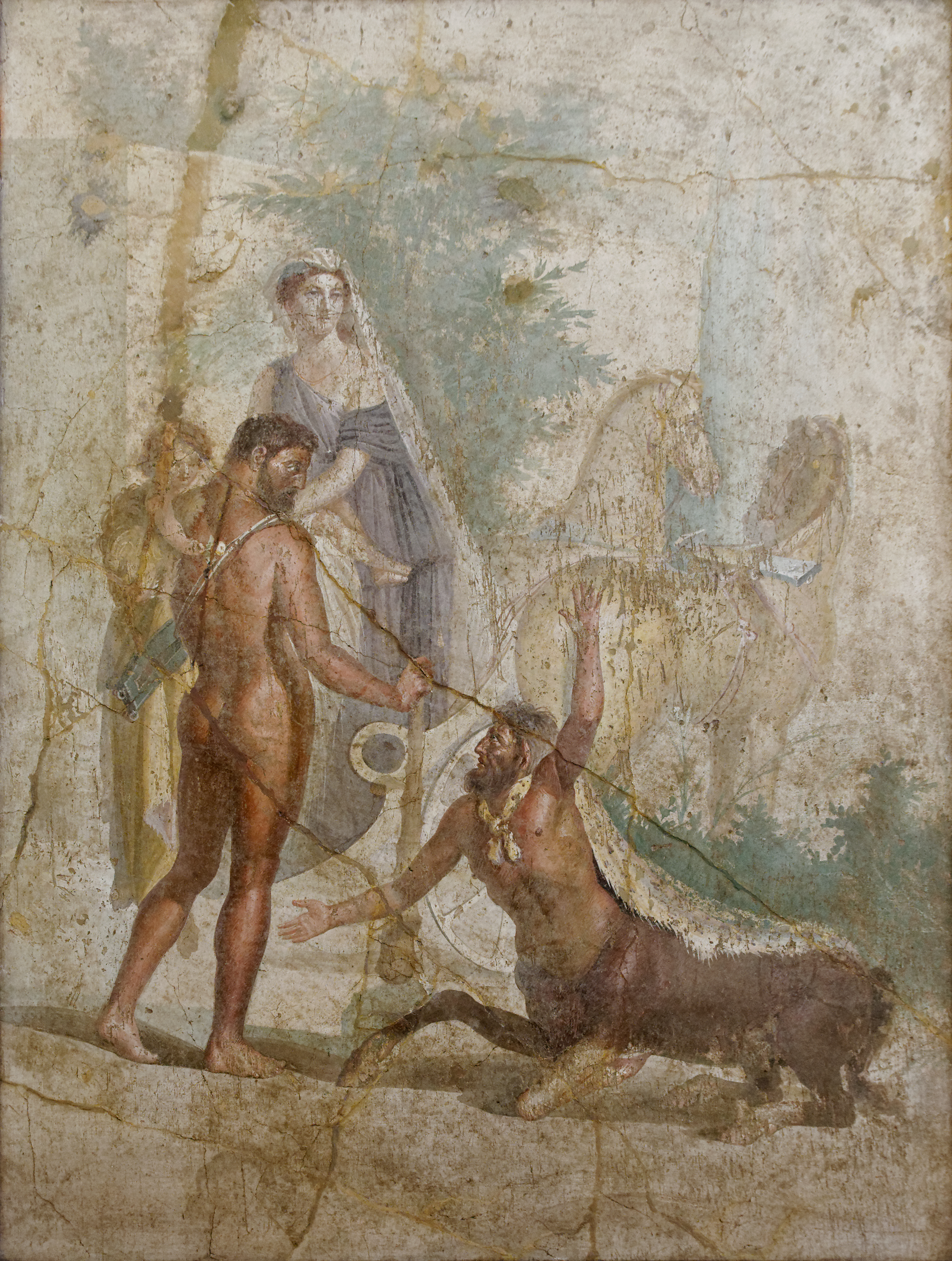
Геракл, Деянира и Несс. Фреска из Помпей

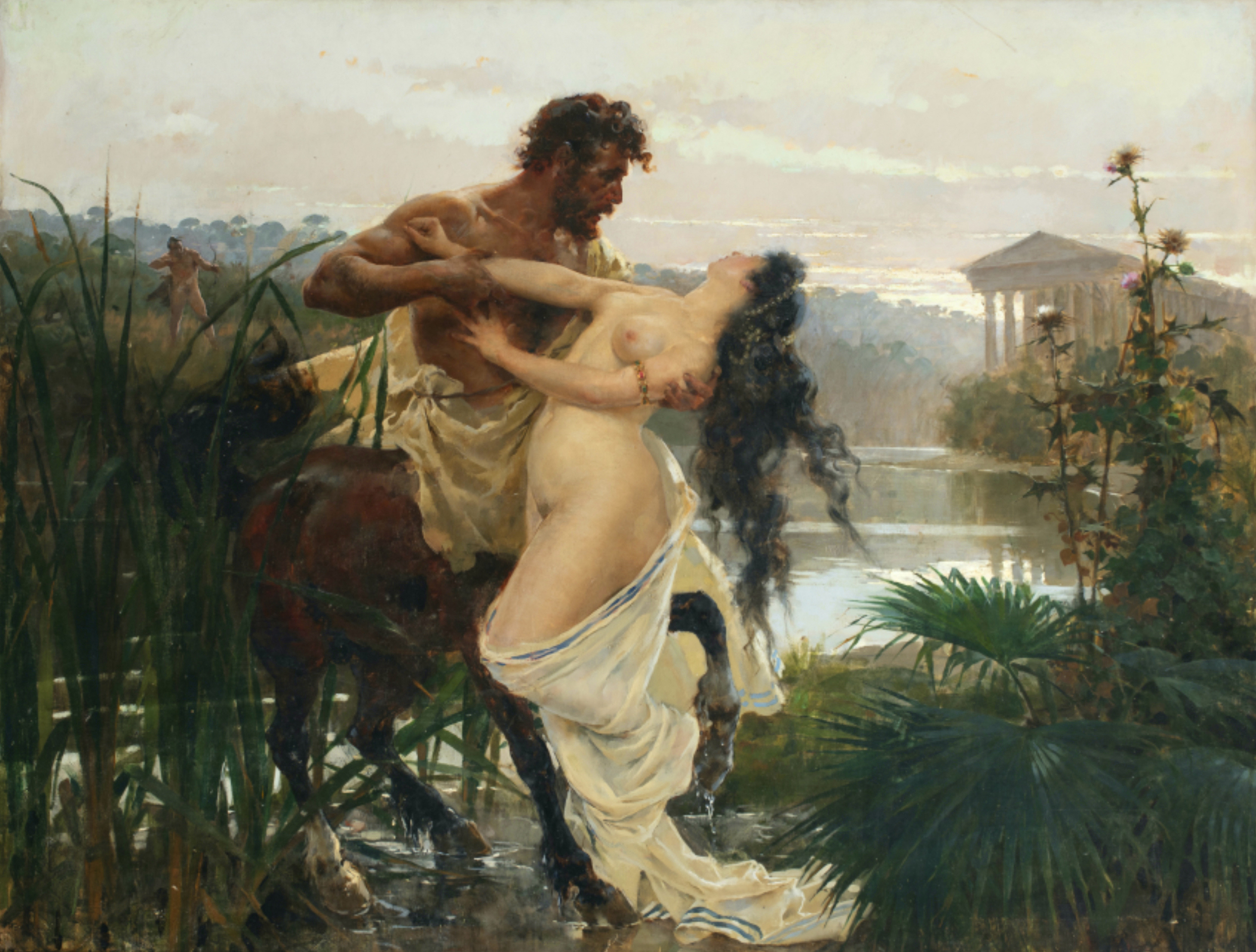
Энрике Симоне. Несс и Деянира

Несс (др.-греч. Νέσσος) — персонаж древнегреческой мифологии, кентавр, отличавшийся коварством. Он был убит Гераклом за попытку похитить или изнасиловать Деяниру, но смог отравить героя своей кровью. Гибель Несса стала популярным сюжетом в изобразительном искусстве архаической Эллады, а похищение Деяниры запечатлели несколько видных художников Нового времени. 

## В мифологии
Несс был, как и большинство кентавров, сыном смертного человека Иксиона и богини облаков Нефелы. Вместе с соплеменниками он участвовал в сражении с Гераклом в Фолое и в войне с лапифами, начавшейся на свадьбе Пирифоя и Гипподамии. После этого Несс бежал к реке Евен, где переправлял путников за плату, заявляя, что право на это получил от богов «за присущую ему справедливость». Однажды на берегу этой реки появился Геракл, возвращавшийся домой из Этолии с молодой женой Деянирой. Геракл перешёл реку сам, а перенести свою супругу поручил Нессу. Тот внезапно воспылал страстью к Деянире; по одним данным, он попытался её изнасиловать прямо в воде, когда Геракл был уже на другом берегу, а по другим, переправился первым и попытался ускакать с Деянирой. Геракл выстрелил в кентавра из лука. Смертельно раненный стрелой с ядом Лернейской гидры, Несс рассказал Деянире, будто его кровь, смешанная со спермой (или только кровь), — мощное приворотное зелье, которое обеспечит любовь мужа, если хранить его в темноте и в нужный момент пропитать им гераклову одежду. После этого Несс умер.
Впоследствии Деянира решила, что Геракл предпочёл ей Иолу, и последовала совету Несса, но пропитанная кровью кентавра одежда стала для Геракла причиной страшных мучений и гибели. Так выяснилось, что Несс перед смертью проявил коварство, чтобы отомстить своему убийце.
Согласно альтернативной версии мифа, Несс, раненный Гераклом, смог бежать в землю локров и умер уже там. Его непогребённый труп начал гнить и распространять вонь (осмэ), отчего локров назвали «озольскими».

## Память

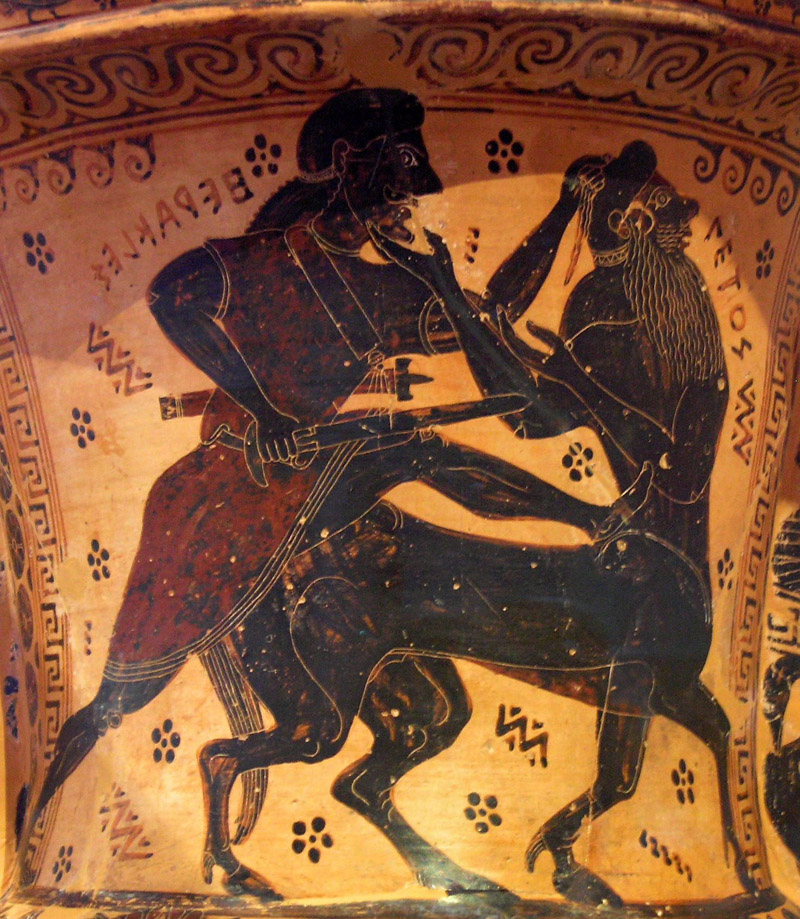
Геракл и Несс. Рисунок на амфоре конца VII века до н. э.

В историческую эпоху могилу Несса показывали путникам на холме Тафиасс у Халкиды в Этолии. Самый ранний из известных современному антиковедению текстов, в которых фигурирует Несс, — стихи Архилоха. Этому источнику следовал Вакхилид; Несс занял важное место в трагедии Софокла «Трахинянки» (это наиболее известное изложение данного мифа), в трагедии Луция Аннея Сенеки «Геркулес на Эте». Гибель Несса стала популярным сюжетом в изобразительном искусстве архаической эпохи, причём здесь Геракл убивает его не стрелой, пущенной из лука, а дубиной или мечом. Эту сцену изображали на римских мозаиках, на фресках в Помпеях. Несс появляется в «Божественной комедии» Данте. В эпоху Нового времени похищение Деяниры запечатлели на своих картинах Паоло Веронезе, Бартоломеус Спрангер, Гвидо Рени, Питер Пауль Рубенс.
В антиковедении существуют гипотезы о том, что в архаичной мифологии Несс мог быть горным или речным духом либо перевозчиком душ из царства живых в царство мёртвых. Согласно ещё одному предположению, изначально он считался человеком, а в кентавра превратился в литературных произведениях классической Эллады из-за сходства его истории с мифом о попытке похищения Гипподамии Евритионом.